# Bulli e pupe (programma televisivo)
Bulli e pupe è stato un programma televisivo italiano andato in onda nell'estate 1992 su Canale 5 in prima serata con la conduzione di Paolo Bonolis, affiancato da Antonella Elia e dal Mago Alexander, con la regia di Gianni Boncompagni. La trasmissione, spin-off del programma quotidiano Non è la Rai, è andata in onda il giovedì sera alle 20.30 per nove puntate dal 9 luglio al 3 settembre.

## La trasmissione
La trasmissione riprendeva a grandi linee il format già proposto nell'annata precedente a Non è la Rai, trasmissione dalla quale derivava e ha ereditato buona parte del cast, composto, oltre che dal conduttore Paolo Bonolis, da più di un centinaio tra ragazze (le pupe) e ragazzi (i bulli), i quali interpretavano, sulla scia di un altro programma di Boncompagni, Primadonna, i cadetti della Marina. In particolar modo, 48 ragazze provenivano proprio dalla trasmissione quotidiana di Gianni Boncompagni, mentre un altro gruppo era stato appositamente selezionato per lo spettacolo di prima serata. Le coreografie erano affidate a Marina Cinti mentre le musiche erano curate da Paolo Ormi, entrambi già collaboratori di Boncompagni in sue precedenti trasmissioni.
Insieme ad Antonella Elia, nel ruolo di showgirl durante le serate, vi erano anche Miriana Trevisan, Laura Freddi, Francesca Pettinelli e Sabrina Marinangeli, che si esibirono in diversi brani musicali da soliste o in medley, tra i quali anche quelli dedicati al celebre musical internazionale Bulli e pupe, di Joseph L. Mankiewicz con Frank Sinatra, del 1955, che diede appunto il titolo alla trasmissione. Le showgirl si esibivano rigorosamente in playback ma sulla loro voce, ad eccezione della Trevisan che veniva invece doppiata dalla vocalist Stefania Del Prete. Nel corso di alcune serate si aggiunsero come showgirl anche Roberta Carrano, Emanuela Di Lorenzo, Eleonora Cecere ed Ilaria Galassi, anche in questo caso rigorosamente in playback sulla loro voce, ad eccezione della Galassi che veniva doppiata dalla vocalist Anna Maria Di Marco.
Le ragazze che erano state appositamente selezionate per lo spettacolo di prima serata vennero suddivise in due gruppi, le ragazze della gara di canto e le ragazze della gara di ballo che, in ogni puntata, si sfidavano tra loro. Le giovanissime interpreti si esibivano in playback, su voci preregistrate da cantanti professioniste, in brani musicali da soliste o in versione corale. A votare le esibizioni erano i bulli, spettatori in studio delle performance, che lanciando in aria il cappello da marinaio in segno di approvazione proclamavano per ogni puntata la vincitrice di ognuna delle discipline.
Durante le due ore di trasmissione il Mago Alexander, presenza fissa del programma, si esibiva nei suoi numeri di magia coinvolgendo le ragazze protagoniste dello show. Non mancavano poi i fantasisti internazionali, ospiti di spicco di ogni puntata, come Steve Star e Ray World. Infine, un gruppo di ragazze specializzate nel nuoto sincronizzato si esibiva all'interno della piscina allestita all'interno dello studio di registrazione.
Nella puntata conclusiva, andata in onda il 3 settembre 1992, si sono sfidate le vincitrici delle otto puntate precedenti; per il canto, Lucilla Cataldi (con Testarda io), Romina Mondello (Caruso), Ambra Angiolini (Poster), Arianna Basilio (Che cosa c'è), Giorgia Mondello (Pensieri e parole), Roberta Modigliani (Ti amo), Daniela Li Monta (Questo piccolo grande amore) e Daniela Giagheddu che vinse la gara con il brano Ancora, ancora, ancora. Per la danza, le finaliste furono Emanuela Panatta, Valentina Polidori, Arianna Scolaro, Roberta Quintiliani, Francesca Casanova, Arianna Governatori, il trio formato da Alessandra Tencati, Elena Fioravanti e Lucia Ocone ed infine Alessia Gioffi che vinse la gara.

### Scenografia
La caratteristica scenografia della trasmissione, ambientata su uno sfondo estivo ed ereditata in seguito dalle successive edizioni di Non è la Rai, prevedeva la presenza di una piscina e di un ampio cielo stellato e andava a sostituire, nello Studio 1 del Centro Safa Palatino dal quale andava in onda la trasmissione, il tema delle quattro stagioni che caratterizzava la prima edizione della trasmissione di Gianni Boncompagni. In particolar modo, nelle ultime puntate di tale edizione prima della pausa estiva, il regista scelse di mostrare gli operai al lavoro per la realizzazione della scenografia della nuova trasmissione.

### Accoglienza
La trasmissione ottenne un buon successo di pubblico, diventando anche un trampolino di lancio per alcune delle giovanissime ragazze che hanno avviato la loro carriera nella trasmissione di Gianni Boncompagni. Si citano Ambra Angiolini (al suo debutto televisivo ufficiale), Romina Mondello, Francesca Gollini, Roberta Modigliani, Annalisa Mandolini, Veronica Cannizzaro, Emanuela Panatta, Lucia Ocone, Alessia Gioffi ed un nutrito gruppo di altre ragazze che parteciparono, in ruoli di vario piano, alle successive edizioni di Non è la Rai. Fra le ragazze che dopo il programma non continuarono la loro esperienza con Boncompagni se ne possono annoverare numerose che negli anni a seguire ebbero un certo risalto nel mondo dello spettacolo negli anni ’90 e primo decennio del 2000, soprattutto ballerine, modelle, vallette ed aspiranti attrici, fra queste le più conosciute sono la ballerina di Amici e Buona Domenica Maria Zaffino e la postina di C’è posta per te Stephanie Marianeschi.
Fece discutere, inoltre, la nascita nell'ambito di questa trasmissione del rapporto sentimentale tra Paolo Bonolis e Laura Freddi, caratterizzato da una considerevole differenza d'età; i due sono stati poi compagni per alcuni anni.
Nell'estate 2016, a 24 anni dalla prima e unica trasmissione, il programma venne replicato da Mediaset Extra.

## Elenco
Di seguito l'elenco delle ragazze che parteciparono alle gare di canto e di ballo. Per le prime si inserisce la canzone interpretata e, quando disponibile, la cantante professionista che presta la propria voce. Per le ragazze della gara di ballo l'elenco è parziale, a causa della carenza di informazioni disponibili sui siti di riferimento.
| Gara di canto      | Gara di canto               | Gara di canto               | Gara di canto       |                    | Gara di ballo         | Gara di ballo |
| Concorrente        | Concorrente                 | Canzone                     | Vocalist            | Concorrente        | Concorrente           |               |
| ------------------ | --------------------------- | --------------------------- | ------------------- | ------------------ | --------------------- | ------------- |
| Vincitrice         | Daniela Giagheddu           | Ancora, ancora, ancora      | Beatrice Magnanensi | Vincitrice         | Alessia Gioffi        |               |
| Finaliste          | Ambra Angiolini             | Poster                      | Raffaella Misiti    | Finaliste          | Emanuela Panatta      |               |
| Finaliste          | Arianna Basilio             | Che cosa c'è                | Paola Serafino      | Finaliste          | Arianna Governatori   |               |
| Finaliste          | Daniela Li Monta            | Questo piccolo grande amore | Tania Savoca        | Finaliste          | Arianna Scolaro       |               |
| Finaliste          | Lucilla Cataldi             | Testarda io                 | N.D.                | Finaliste          | Francesca Casanova    |               |
| Finaliste          | Giorgia Mondello            | Pensieri e parole           | N.D.                | Finaliste          | Roberta Quintiliani   |               |
| Finaliste          | Roberta Ghinazzi Modigliani | Ti amo                      | Alessia Marinangeli | Finaliste          | Valentina Polidori    |               |
| Finaliste          | Romina Mondello             | Caruso                      | Letizia Mongelli    | Finaliste          | Lucia Ocone           |               |
| Altre partecipanti | Alessia Di Francescantonio  | Mi ritorni in mente         | Letizia Mongelli    | Finaliste          | Alessandra Tencati    |               |
| Altre partecipanti | Annalisa Mandolini          | Il cuore è uno zingaro      | Letizia Mongelli    | Finaliste          | Elena Fioravanti      |               |
| Altre partecipanti | Anna Ragusa                 | Grande grande grande        | Anna Maria Di Marco | Altre partecipanti | Chiara Balducci       |               |
| Altre partecipanti | Deborah Renzoni             | Il cielo in una stanza      | Anna Maria Di Marco | Altre partecipanti | Cristina Sciabbarrasi |               |
| Altre partecipanti | Francesca Traversa          | Ti pretendo                 | Stefania Del Prete  | Altre partecipanti | Federica Addari       |               |
| Altre partecipanti | Manuela Cesari              | Margherita                  | Stefania Del Prete  | Altre partecipanti | Maria Teresa Mattei   |               |
| Altre partecipanti | Marzia Aquilani             | Viva la mamma               | Alessandra Puglisi  | Altre partecipanti | Romina Petrarolo      |               |
| Altre partecipanti | Patrizia Sangalli           | Domenica bestiale           | Tania Savoca        | Altre partecipanti | Barbara Di Cosimo     |               |
| Altre partecipanti | Simona Peroni               | Con le mani                 | Claudia Arvati      | Altre partecipanti | N.D.                  |               |
| Altre partecipanti | Valentina Colasanti         | Tanta voglia di lei         | Fabiola Torresi     | Altre partecipanti | N.D.                  |               |
| Altre partecipanti | Veronica Cannizzaro         | Sei bellissima              | Lilla Costarelli    | Altre partecipanti | N.D.                  |               |
| Altre partecipanti | Alessandra Caruso           | Sabato Pomeriggio           | Letizia Mezzanotte  | Altre partecipanti | N.D.                  |               |
| Altre partecipanti | Barbara Buccilli            | Si può dare di più          | Letizia Mezzanotte  | Altre partecipanti | N.D.                  |               |
| Altre partecipanti | Simona Mastrecchia          | Si può dare di più          | N.D.                | Altre partecipanti | N.D.                  |               |
| Altre partecipanti | Alessandra Battaglia        | Si può dare di più          | Antonella Tersigni  | Altre partecipanti | N.D.                  |               |
| Altre partecipanti | Patrizia Abbadi             | A chi                       | Antonella Tersigni  | Altre partecipanti | N.D.                  |               |
| Altre partecipanti | Alice Capelli               | Gloria                      | N.D.                | Altre partecipanti | N.D.                  |               |
| Altre partecipanti | Cristina Santangeli         | Scende la pioggia           | N.D.                | Altre partecipanti | N.D.                  |               |
| Altre partecipanti | Francesca Gollini           | Insieme                     | N.D.                | Altre partecipanti | N.D.                  |               |
| Altre partecipanti | Giorgia Nannini             | Canzoni stonate             | N.D.                | Altre partecipanti | N.D.                  |               |
| Altre partecipanti | Maria Zaffino               | Ma che freddo fa            | N.D.                | Altre partecipanti | N.D.                  |               |
| Altre partecipanti | Silvia Ferretti             | In ginocchio da te          | N.D.                | Altre partecipanti | N.D.                  |               |
| Altre partecipanti | Stephanie Marianeschi       | Ci vorrebbe un amico        | N.D.                | Altre partecipanti | N.D.                  |               |
| Altre partecipanti | Valentina De Palma          | Ancora                      | N.D.                | Altre partecipanti | N.D.                  |               |
| Altre partecipanti | Marzia Foglietta            | Sì viaggiare                | N.D.                | Altre partecipanti | N.D.                  |               |
| Altre partecipanti | Valentina Reggiani          | Sì viaggiare                | N.D.                | Altre partecipanti | N.D.                  |               |
| Altre partecipanti | Daniela Di Lorenzo          | Nell'aria c'è               | N.D.                | Altre partecipanti | N.D.                  |               |
| Altre partecipanti | Elvira Debri                | Nell'aria c'è               | N.D.                | Altre partecipanti | N.D.                  |               |
| Altre partecipanti | Grazia Zafferani            | Nell'aria c'è               | N.D.                | Altre partecipanti | N.D.                  |               |
| Altre partecipanti | Giovanna Elzi               | Nell'aria c'è               | N.D.                | Altre partecipanti | N.D.                  |               |